# Hildegard Behrens
Pour les articles homonymes, voir Behrens.
Hildegard Behrens est une soprano allemande, née le 9 février 1937 à Varel et morte le 18 août 2009 à Tokyo.

## Biographie
Originaire de Varel (Oldenburg), elle naît dans une famille de médecins et opte d'abord pour des études de droit, avant d'aborder le chant, pour lequel elle se sent irrésistiblement attirée. Elle prend alors des cours de chant avec Ines Leuwen au conservatoire de Fribourg-en-Brisgau. Elle fait des débuts tardifs au théâtre de la même ville dans le rôle de la Comtesse des Noces de Figaro en 1971. La même année, elle devient membre de l'Opéra-Studio du Deutsche Oper am Rhein de Düsseldorf, puis plus tard de la troupe. Au cours de la saison 1975-1976, alors qu'elle y répète Wozzeck, Herbert von Karajan la remarque et lui offre le rôle de Salomé dans l'enregistrement qu'il s'apprête à faire (chez EMI) avec notamment José van Dam et Agnes Baltsa. C'est le début de sa carrière internationale. En 1976, elle fait ses débuts au Covent Garden puis au Metropolitan Opera avec le rôle de Giorgetta dans Il tabarro de Puccini. À Munich, elle chante Leonore dans Fidelio avec Karl Böhm. Mais c'est son interprétation de Salomé, l'année suivante, dans la célèbre production du Festival de Pâques de Salzbourg sous la direction de Karajan, qui la projette véritablement sous les feux de la rampe. Dès lors, elle est invitée sur les plus grandes scènes internationales. En 1978, elle triomphe au Met dans le rôle de Leonore, encore une fois sous la direction de Karl Böhm.
« Dotée d'une très forte personnalité et d'un sens du théâtre et de la psychologie bouleversant, elle est faite pour l'opéra et pour y incarner les personnages les plus divers : de Mozart à Berg, elle chante tout », y compris Katja Kabanova, La Fiancée vendue, Roussalka, La Femme sans ombre, où elle incarne une Impératrice spectaculaire sur la scène de l'Opéra de Paris, également Ariadne auf Naxos à Salzbourg pour les quatre-vingt-cinq ans de Karl Böhm. Le grand répertoire wagnérien est une révélation, et elle l'aborde en chantant d'abord dans Tannhäuser, Lohengrin, Le Vaisseau fantôme (également à l'Opéra de Paris). Mais c'est surtout son apparition dans Sieglinde à Monte-Carlo, dans une mise en scène de Peter Busse (1979), qui constitue un événement, si bien qu'elle reprend ensuite ce rôle à Munich, Düsseldorf puis au Met, en 1981. Auparavant, elle fait ses débuts dans Isolde à Zurich et à Munich (avec Wolfgang Sawallisch, et l'enregistre sous la direction de Leonard Bernstein (1981, DGG), avec Peter Hofmann, un rôle dans lequel elle reste inoubliable de sensualité et de présence dramatique. En 1982 elle chante Turandot et incarne ensuite la Tosca avec Lorin Maazel. L'année suivante, elle fait des débuts remarquables dans le rôle de Brünnhilde, à la fois déchirante et guerrière, au Festival de Bayreuth, sous la direction de Georg Solti, rôle qu'elle reprend notamment pour deux intégrales enregistrées en live, l'une à Munich sous la baguette de Wolfgang Sawallisch en 1989 (EMI), avec entre autres René Kollo, Julia Varady, et l'autre au Metropolitan de New York en 1990 (DGG), sous celle de James Levine, avec notamment Siegfried Jerusalem, James Morris, dans une mise en scène d'Otto Schenk - représentations retransmises à la télévision devant 55 millions de téléspectateurs à travers le monde.
En plus des grandes héroïnes wagnériennes, elle se fait remarquer dans le répertoire de Richard Strauss et, outre Salomé, apparaît comme une interprète majeure du rôle-titre d'Elektra, sans doute son incarnation la plus aboutie, qu'elle aborde à l'Opéra de Paris en 1987 et reprend ensuite sur les plus grandes scènes internationales (Met, Teatro Colón, Vienne, Covent Garden, Munich et Salzbourg en 1996). Elle incarne également une impressionnante Kostelnička, à la fois terrible et humaine, dans Jenůfa de Leoš Janáček. Tout au long de sa carrière, elle chantera très souvent au Met de New York, notamment sa première Elettra (Idomeneo, re di Creta) en 1982, ainsi que Sieglinde, Isolde, Donna Anna, Brünnhilde, Marie (Wozzeck), Salomé et Tosca.
Par ailleurs, elle a participé à la redécouverte de l'opéra d'Albéric Magnard, Guercœur, sous la direction de Michel Plasson, enregistré en 1986, ainsi qu'à la création mondiale de Cronaca del luogo, opéra composé spécialement pour elle par Luciano Berio, à Salzbourg sous la direction de Sylvain Cambreling en 1999, et du Cercle Kleist de René Koering en 1995.
Voix radieuse, à la beauté frémissante, fragile et féminine tout en étant résistante, son chant se caractérise par une expressivité proche de l’excès, une tension dramatique permanente, qu’elle savait cependant contrôler (Agathe dans Der Freischütz). Elle était très prisée en Elektra, Fidelio, Senta dans Le Vaisseau fantôme, Brünnhilde dans L'Anneau du Nibelung et en Isolde. Elle succéda à Leonie Rysanek comme détentrice de l'anneau de Lotte Lehmann. Son talent et sa carrière ont été récompensés par de nombreux honneurs, dont notamment le titre de {lang|de|Kammersängerin des opéras de Munich et Vienne, et la {lang|de|Bundesverdienstkreuz  décernée par la République fédérale d'Allemagne.
En août 2009, alors qu'elle se trouve au Japon, invitée par le Festival de Kusatsu (Gunma) pour y donner un récital, elle fait un malaise et meurt d'une rupture d'anévrisme de l'aorte le 18 août dans un hôpital de Tokyo, à l'âge de 72 ans. Ses obsèques ont lieu à Vienne.

## Discographie sélective
- 1978 : Salomé avec Herbert von Karajan (Salomé)
- 1979 : Der Freischütz avec Rafael Kubelík (Agathe)
- 1980 : Fidelio avec Georg Solti (Leonore)
- 1981 : Tristan et Isolde avec Leonard Bernstein (Isolde)
- 1982 : Idomeneo, re di Creta avec James Levine (Elettra) (DVD)
- 1985 : Tosca avec Placido Domingo et Cornell MacNeil, direction Giuseppe Sinopoli, mise en scène Franco Zeffirelli (DVD)
- 1987 : Mefistofele avec Claudio Abbado (Elena)
- 1989 : L'Anneau du Nibelung avec Wolfgang Sawallisch (Brünnhilde)
- 1990 : L'Anneau du Nibelung avec James Levine (Brünnhilde)